# Wrightsville (Georgia)
Wrightsville is een plaats (city) in de Amerikaanse staat Georgia, en valt bestuurlijk gezien onder Johnson County.

## Demografie
Bij de volkstelling in 2000 werd het aantal inwoners vastgesteld op 2223.
In 2006 is het aantal inwoners door het United States Census Bureau geschat op 3265, een stijging van 1042 (46.9%).

## Geografie
Volgens het United States Census Bureau beslaat de plaats een oppervlakte van
9,1 km², waarvan 8,9 km² land en 0,2 km² water. Wrightsville ligt op ongeveer 105 m boven zeeniveau.

## Plaatsen in de nabije omgeving
De onderstaande figuur toont nabijgelegen plaatsen in een straal van 28 km rond Wrightsville.